# Хліборобне (Біляєвський район)
Хліборо́бне (рос. Хлеборобное) — селище у складі Біляєвського району Оренбурзької області, Росія.
Стара назва — Хліборобний.

## Населення
Населення — 91 особа (2010; 137 у 2002).
Національний склад (станом на 2002 рік):
- казахи — 83 %